# Argyrolobium sandersonii
Argyrolobium sandersonii är en ärtväxtart som beskrevs av William Henry Harvey. Argyrolobium sandersonii ingår i släktet Argyrolobium och familjen ärtväxter. Inga underarter finns listade i Catalogue of Life.